# NGC 5707/2
NGC 5707/2 је елиптична галаксија у сазвежђу Волар која се налази на NGC листи објеката дубоког неба.
Деклинација објекта је + 51° 35' 1" а ректасцензија 14h 37m 35,1s. Привидна величина (магнитуда) објекта NGC 5707 износи 15,8 а фотографска магнитуда 16,8. NGC 57072 је још познат и под ознакама MCG 9-24-24, NPM1G +51.0259, near SAO 29224, PGC 52269.